# Star Wars: Shadows of the Empire (videójáték)
A Star Wars: Shadows of the Empire egy videójáték, amit a LucasArts fejlesztett. 1996-ban adták ki legelőször.

A kiadás Microsoft Windows-ra és Nintendo 64 otthoni konzolra történt.

A játékot a Lucasarts Entertainment Company LLC. adta ki.

A programot eredetileg 64 mbit-es játékkártyára, Nintendo 64 konzolra tervezték, de egyaránt a PC-s változat is különálló tervet igényelt.A Nintendo 64-es és PC-s változat játékmenete ugyanaz, de számos eltérésekre lehet felfigyelni játék közben, például: 

A Nintendo 64-es változatban csak a feliratok láthatók, de a PC-s változatban a feliratokhoz (melyekből itt kevesebb van) robothang is társul. Ezek a feliratok mutatnak utat a játékosnak, megmondják mi a küldetése.

## Történelem
Ezt a videójátékot 1996 telén adták ki Nintendo 64 konzolra és PC-re az USA-ban.
Európába, a PAL régióba 1997-ben , Japánba, az NTSC-J régióba 1998 júniusában került (kizárólag Nintendo 64 konzolra).
Jelentős változásokat vont maga után úgy a PC, mint a Nintendo 64 játékosainak körében, mert első játékprogramnak számított, amely feldolgozza háromdimenziós grafikájával a Hoth bolygói lézercsatát, az Echo bázis leigázását a birodalmi seregek által.
A játékot a "Csillagok Háborúja" filmtrilógia 5. része, "A Birodalom Visszavág" (angolul "The Empire Strikes Back" címen vált ismertté) ihlette, melyben a birodalmiak hatalmas gépezetekkel, úgyn. "birodalmi lépegetőkkel" támadják meg a lázadók Hoth bolygói bázisát, majd végül megsemmisítik a pajzsgenerátorukat, ennek következtében a lázadók teljesen védtelenekké válnak, ezért vissza kell vonulniuk.
A "Shadows of the Empire" ("A Birodalom Árnyai") igazából egy a Csillagok Háborújához kapcsolódó témájú film címe lett volna, de Lucasék úgy gondolták, hogy ezzel együtt a filmtrilógia fő vonalvezetésének túl sok elágazása lenne, ezért a filmet nem forgatták le, de a Lucasarts kitalálta, hogy ha már a filmet nem forgatták le, akkor a kitalált témát belé lehetne dolgozni egy játékprogramba és így is történt. Így állították elő a "Shadows of the Empire" videójátékot.

## A játék leírása
A játék főszereplője egy olyan karakter, amely az eredeti Csillagok Háborúja filmtrilógiában nem létezik, a neve még említésre sem került. Az említett karakter egy személy, akit Dash Rendar-nak hívnak.
Ő igazából a lázadók körében kapitányi rangot birtokolt a téma írói szerint, mivel Dash Rendar kapitányként emlegetik.
Dash leghűségesebb segítője egy Leebo néven megismerendő droid, ami a szóban forgó kapitány urat segíti útjain és kalandjaiban.
Dash Rendar több feladatot kap, melyet általában segítőtársa, Leebo ad tudtára minden pálya elején, olvasható a feliratokban.